# 黄义助
黃義助（韓語：황의조／黃義助，1992年8月28日—），出生于韩国京畿道城南市，韩国足球运动员，司职前锋。現效力於土超球隊。韓國國家男子足球隊成員。

## 球會生涯
黄義助于2013年加盟当时的城南一和天马，并在2013年3月3日与水原三星蓝翼比赛中攻入K联赛首球。
2017年6月，黄義助与J1联赛俱乐部大阪飛腳签订了一份为期两年的合同。
2019年7月15日，黃義助转会至法甲俱乐部波尔多，签订了一份为期四年的合同。

### 奥林匹亚科斯
2022年8月26日，英超俱乐部诺丁汉森林宣布签下黄义助。他立即被租借到希腊俱乐部奥林匹亚科斯。

### FC首尔
2023年2月3日，黄义助被租借到韓国俱樂部FC首尔五個月，直到夏天。

## 性愛影片風波
黄义助2023年傳出遭人威脅、私密影片被外流，警方追查散布影片者的身分後，同年11月16日逮捕一名涉案的女疑犯。韓媒報導指出，該女子是黃義助的大嫂，之前曾和黃一同到海外工作，形同是他的經紀人。
綜合韓媒報導，首爾警察廳網路犯罪搜查隊，11月16日逮捕黃義助的大嫂，稱她涉嫌揭露黃的私生活，對他進行威脅，行為已經觸法。報導指出，黃義助的大嫂6月在社群媒體自稱是他的前女友，指控黃在交往期間劈腿多名女性，私生活混亂，因此報復散布黃的私密照片與影片。據了解，黃義助出國工作時，他的大嫂時常與他同行，形同他的經紀人。同時，黃義助外流影片中的女性11月21日表示，她確實曾與黃義助交往，當時並沒有同意對方拍攝影片，還反覆要求他刪除。她打算向外流影片的女性、以及非法拍攝影片的黃義助提告。

## 国家队生涯
2018年亞運男足決賽，韓國U23代表隊成員之一的黃義助成功協助韓國U23於決賽擊敗日本U23代表隊，同時韓國U23代表隊選手免除兵役。
黃義助代表韩国队参加了2019年亚洲杯，在对阵菲律宾和中国的比赛中取得了进球。
黃義助还作为超龄球员入选了2020年夏季奥运会韩国奥运队。赛事中他打进4球，但韩国队在四分之一决赛中被淘汰出局。

## 榮譽

### 國家隊
U23
- 亞洲運動會足球比賽冠軍：2018年

### 個人
- 韓國足球先生：2018年